# المقيصرة (ردفان)

تعديل مصدري - تعديل

المقيصرة هي إحدى قرى عزلة الحبيلين بمديرية ردفان التابعة لمحافظة لحج، بلغ تعداد سكانها 42 نسمة حسب تعداد اليمن لعام 2004.